# Passione sinistra
Passione sinistra è un film italiano del 2013 diretto da Marco Ponti. Il film è liberamente tratto dal romanzo di Chiara Gamberale Una passione sinistra. Tra gli interpreti Geppi Cucciari, Alessandro Preziosi, Valentina Lodovini ed Eva Riccobono.

## Trama
Nina e Bernardo vivono insieme. La prima è un'idealista, fissata con la politica e decisamente di sinistra, convinta che tutto ciò che faccia possa garantire un mondo migliore; il secondo è un intellettuale e scrittore, destinato però a fare l'"eterna promessa" per tutta la vita. Parallelamente Giulio, arrogante e qualunquista, è fidanzato con Simonetta, una svampita bionda che talvolta inciampa sui congiuntivi. Nina e Giulio casualmente si incontrano e fin dal primo momento si odiano; ognuno infatti vede il mondo con occhi diversi rispetto all'altro. Il confine tra amore e odio, però, è molto labile e così vengono travolti dalla passione. Tutto ciò rimette in gioco convinzioni e ideali di due persone che dovrebbero essere nemici naturali.

## Riconoscimenti
- 2013 - Nastro d'argento
  - Candidatura Migliore attrice non protagonista a Eva Riccobono
- 2013 - Ciak d'oro
  - Migliore attrice non protagonista a Eva Riccobono[1]

## Luoghi delle riprese
Le riprese del film sono state realizzate nel luglio e nell'agosto 2012 a Terracina e a Roma (Piazza del Popolo, Castel Sant'Angelo, Via dei Coronari, quartiere Parioli, esclusivi circoli sul Tevere, Centrale Montemartini, Ponte della Musica, quartiere Ostiense, Ostia).